# Enfermeras
Enfermeras è una telenovela colombiana trasmessa su RCN Televisión dal 23 ottobre 2019 al 12 agosto 2022.

## Trama
María Clara González lavora come responsabile delle infermiere in uno degli ospedali più conosciuti della città: la Santa Rosa. La vita sembrerebbe sorridergli se non fosse per la monotonia in cui è caduto il suo matrimonio con Román, con il quale ha due figli. Nel giorno del suo anniversario, Maria Clara prende la decisione di riconquistare il marito e si riserva una camera d'albergo per passare la notte con lui. Tuttavia, Román subisce un infarto sulla scena e viene trasferito in un'emergenza per ricevere assistenza medica. María Clara trascorre la notte al suo fianco. Il giorno successivo arriva una donna di nome Paula, accompagnata dal suo giovane figlio, e dice all'infermiera che questo è il figlio primogenito di Román. Da lì, Maria Clara diventa sempre più disillusa con suo marito, al punto da pianificare il loro divorzio.
D'altra parte, un giovane residente in medicina interna arriva in ospedale, il dottor Carlos Pérez, che ha immediatamente una relazione speciale con María Clara, diventando in seguito più che un amico. Tuttavia, la loro relazione sarà offuscata da molteplici ostacoli, quando Maritza e Valeriano, rispettivamente moglie e padre di Carlos, scoprono cosa succede tra di loro. Inoltre, l'inimicizia di María Clara con il capo Gloria, l'opposizione dei suoi figli riguardo al suo nuovo amore, le turbolente attività che si verificano all'interno dell'ospedale per conto di Manuel Castro, il suo direttore scientifico, e la comparsa di una nuova persona in La vita del Dr. Pérez farà sì che le loro vite prendano direzioni diverse.

## Personaggi
- María Clara González, interpretata da Diana Hoyos
- Carlos Pérez, interpretato da Sebastián Carvajal
- Álvaro Rojas, interpretato da Julián Trujillo
- Manuel Alberto Castro, interpretato da Lucho Velasco
- Sol Angie Velásquez, interpretata da Nina Caicedo
- Gloria Mayorga , interpretata da Viña Machado
- Beatriz Ramírez, interpretata da María Cecilia Botero
- Nicolás Quintero, interpretato da Eduardo Pérez Martínez
- Manuela Borrero, interpretata da Lore Garcia E

## Puntate
| Stagione       | Puntate | Prima TV Colombia |
| -------------- | ------- | ----------------- |
| Prima stagione | 100     | 2019-2020         |